# Céphalée provoquée par le froid
 (février 2020).
Si vous disposez d'ouvrages ou d'articles de référence ou si vous connaissez des sites web de qualité traitant du thème abordé ici, merci de compléter l'article en donnant les références utiles à sa vérifiabilité et en les liant à la section « Notes et références ».
 Mise en garde médicale
La céphalée provoquée par le froid, aussi appelée céphalée de la crème-glacée, gel du cerveau ou encore « ganglioneuralgie sphénopalatine » (en terme médical), est un mal de tête provoqué par l'absorption rapide de boissons fraîches ou d'aliments tels que la crème glacée. La douleur est due au contact du froid avec le palais.
Il a été montré que la fréquence de consommation d'aliments froids est liée à l'apparition d'une telle céphalée.

## Causes et fréquences d'apparition

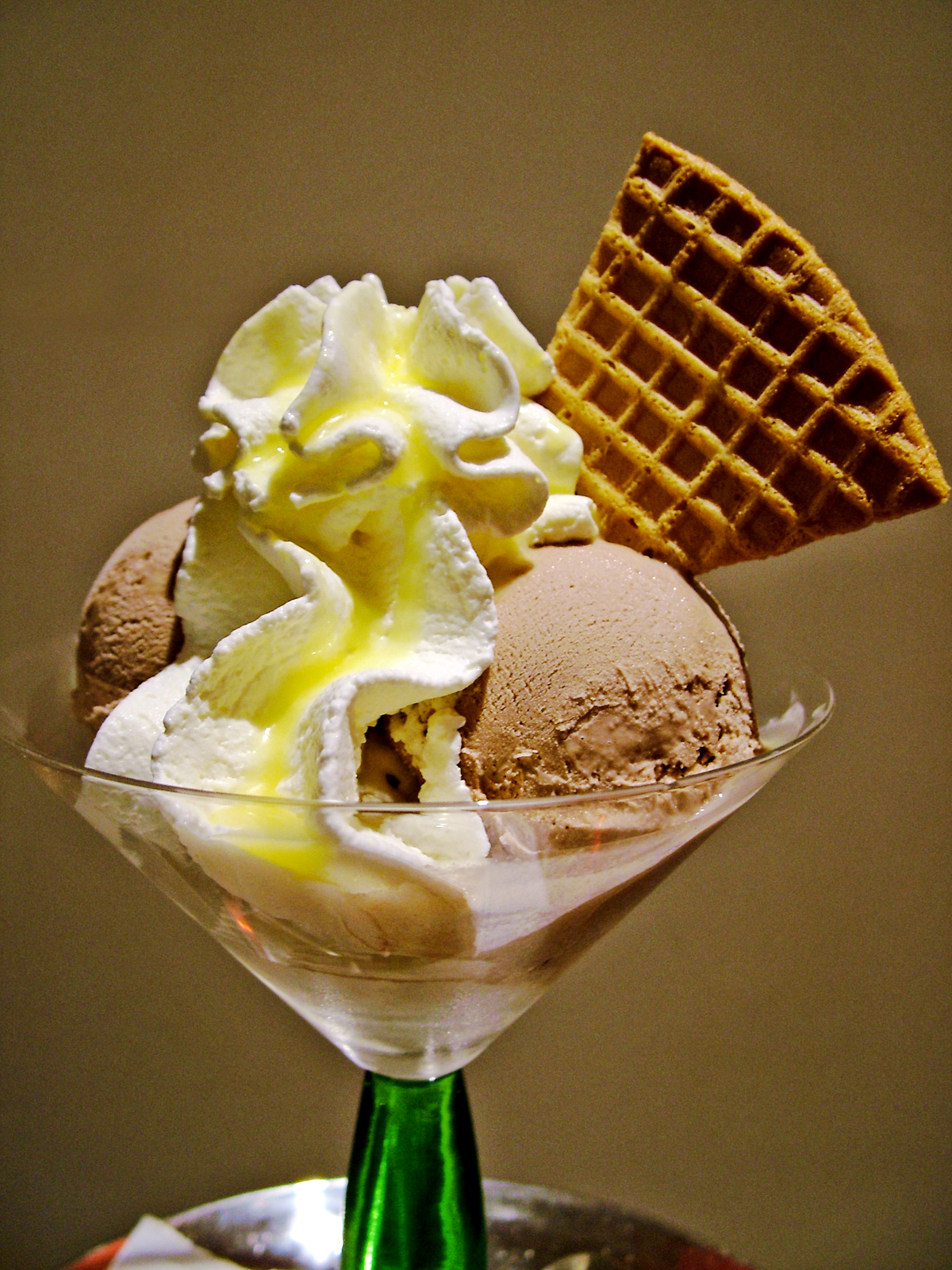
Glace pouvant entraîner les symptômes de céphalée.

La céphalée de la crème glacée est provoquée par l'ingestion rapide de boissons ou d'aliments froids. Ce mal de tête est souvent dû au contact de glace (crème glacée, glace à l'eau ou sorbet) avec le palais ou lors de la déglutition de celle-ci. Typiquement, la douleur apparaît environ 10 secondes après la consommation du produit froid et dure environ 20 secondes (bien que chez certaines personnes, la douleur puisse demeurer plus longtemps encore). Le côté de la tête où se produit la douleur correspond parfois à l'endroit du contact entre la glace et le palais et lors de l'ingestion de la substance froide, la douleur se fait des deux côtés de la tête.
Le meilleur moyen d'éviter une telle céphalée est de ne pas consommer de produits très froids de manière trop rapide et garder l'aliment un peu dans sa bouche pour habituer son palais à la température.
Le mal de tête est la conséquence directe du rapide refroidissement puis réchauffement des capillaires sanguins au niveau des sinus. C'est un phénomène similaire (mais indolore) qui a lieu au niveau des vaisseaux sanguins lorsque notre visage est rougi après être allé dehors par temps froid. Dans les deux cas, le froid force les capillaires des sinus à se contracter puis ils connaissent une dilatation brutale en se réchauffant de nouveau. Dans le palais, cette dilatation est perçue par des récepteurs sensoriels de douleur qui envoient ainsi des signaux au cerveau via le nerf trijumeau.
Même si la température extérieure est chaude, il est possible de souffrir d'un gel du cerveau car celui-ci dépend de la température des aliments plutôt que de la température extérieure.

## Symptômes
Le patient ressent une douleur au niveau du crâne, il peut par exemple avoir des élancements au milieu du front, au niveau de la tempe ou encore derrière les yeux.
Parmi les vaisseaux sanguins du cerveau mis en jeu, les artères cérébrales antérieures, qui passent au milieu du cerveau, derrière les yeux, se dilatent et un afflux de sang monte au cerveau, simultanément à la douleur. Quelques secondes plus tard, une vasoconstriction rapide se produit. Cela correspond à la disparition de la céphalée.

## Soulagement
Pour soulager la douleur, certains médecins recommandent de coller la langue au palais au niveau de la zone concernée ou d'incliner la tête en arrière pendant une dizaine de secondes. Une autre méthode consiste simplement à boire ou à manger des aliments ayant une température plus élevée que la substance ayant provoqué le mal de tête. Inspirer par la bouche et expirer par le nez permet également de réchauffer les cavités nasales grâce au passage de l'air chaud.

## Recherche sur le sujet
Ce phénomène est suffisamment répandu pour avoir été le sujet de recherches publiées dans le British Medical Journal ou encore dans Scientific American. Une étude menée par Maya Kaczorowski a mis en évidence une apparition plus fréquente du mal de tête chez des sujets consommant un échantillon donné de glace en moins de 30 secondes par rapport à ceux qui prenaient leur temps (chez 27,3 % et 12,5 % des sujets respectivement). Néanmoins, l'étude n'a pas permis d'établir un lien précis entre la vitesse de consommation de la glace et l'incidence du gel de cerveau.
Les céphalées provoquées par un stimulus froid, bien que peu documentées dans la littérature, sont en réalité très répandues. Leur gravité, leur fréquence et le délai d'apparition semblent liés à la rapidité du refroidissement et à la surface exposée.

## Classification
Dans la Classification internationale des céphalées (CIC), le code correspondant à la céphalée de la crème glacée est 13.11.2 et dans la Classification internationale des maladies (CIM) ICD-10NA le code est G44.8021, la maladie y est définie comme un mal de tête attribué à l'ingestion ou l'inhalation d'un stimulus froid.